# Xanthorhoe psamathodes
Xanthorhoe psamathodes là một loài bướm đêm trong họ Geometridae.